# سدم أحمر
السُدم الأحمر[بحاجة لمصدر] (باللاتينية: Sedum rubens) نوع نباتي يتبع جنس السدم من الفصيلة المخلدية.

## الموئل والانتشار
موطنه بلاد الشام والمغرب العربي وقبرص وجنوب أوروبا.

## مرادفات للاسم العلمي
- (باللاتينية: Aithales rubens (L.) Webb & Berthel.)
- (باللاتينية: Crassula rubens (L.) L.)
- (باللاتينية: Procrassula mediterranea Jord. & Fourr.)
- (باللاتينية: Procrassula pallidiflora Jord. & Fourr.)
- (باللاتينية: Sedum ibicense Pau)
- (باللاتينية: Sedum matrense Kit.)
- (باللاتينية: Sedum steudelii Boiss.)